# Notelaea
Notelaea, biljni rod iz porodice maslinovki iz istočne Australije, Novog Zelanda, Nove Kaledonije, otok Norfolk, Havaji (1). Možda postoji više vrsta (Papuazija?) koje pripadaju ovamo.
Rod se sastoji od 24 vrste grmova i drveća.. Opisan je u Choix 25. 1804.

## Opis
Grmovi ili mala stabla. Pazušni pupoljci često u redu po 2-4, čunjasti ili zaobljeni. Listovi nasuprotni, jednostavni, rubovi cjeloviti ili fino nazupčani, goli do baršunasti, kožasti do kruti, žilanje nejasno ili jasno mrežasto.
Cvatovi aksilarni grozdovi, ponekad svedeni na sjedeći grozd. Cvjetovi dvospolni, žućkasti. Čaška mala, 4-režnjevita. Vjenčić od 4 latice, spojene u dva para pri dnu prašnika, parovi su slobodni, širokojajoliki, konkavni i obuhvaćaju prašnike, zbijeni tako i podignuti na zajedničkoj 'peteljci' u zrelosti kod N. johnsonii . Prašnika 2, svaki zatvoren u konkavnom paru latica. Jajnik 2-lokularan sa 2 ovula po lokulusu; stil kratki; stigma 2-režnjevita.

## Vrste
1. Notelaea apetala (Vahl) Hong-Wa & Besnard
2. Notelaea austrocaledonica Vieill.
3. Notelaea brachystachys Schltr.
4. Notelaea crassifolia (Guillaumin) Pillon & J.Dupin
5. Notelaea cunninghamii (Hook.fil.) Hong-Wa & Besnard
6. Notelaea cymosa Guillaumin
7. Notelaea ipsviciensis W.K.Harris
8. Notelaea johnsonii P.S.Green
9. Notelaea ligustrina Vent.
10. Notelaea linearis Benth.
11. Notelaea lloydii Guymer
12. Notelaea longifolia Vent.
13. Notelaea microcarpa R.Br.
14. Notelaea montana (Hook.fil.) Hong-Wa & Besnard
15. Notelaea monticola Schltr.
16. Notelaea neglecta P.S.Green
17. Notelaea neolanceolata Hong-Wa & Besnard
18. Notelaea ovata R.Br.
19. Notelaea paniculata Guillaumin
20. Notelaea punctata R.Br.
21. Notelaea pungens Guymer
22. Notelaea quadristaminea (F.Muell.) Hemsl.
23. Notelaea sandwicensis (A.Gray) Hong-Wa & Besnard
24. Notelaea venosa F.Muell.

## Sinonimi
- Postuera Raf.; Sylva Tellur.: 10 (1838)
- Rhysospermum C.F.Gaertn.; Suppl. Carp.: 232 (1807)
- Nestegis Raf.; Sylva Tellur. 10 (1838)
- Gymnelaea (Endl.) Spach; Hist. Veg. Phan. 8: 258 (1839)